# سانتا إيزابيل دو أويستي
سانتا إيزابيل دو أويستي بلدية في ولاية بارانا في المنطقة الجنوبية من البرازيل.